# Перрі Тауншип (округ Беркс, Пенсільванія)
Перрі Тауншип (англ. Perry Township) — селище (англ. township) в США, в окрузі Беркс штату Пенсільванія. Населення — 2475 осіб (2020).

## Демографія
Згідно з переписом 2010 року, у селищі мешкало 2417 осіб у 988 домогосподарствах у складі 749 родин. Було 1029 помешкань
Расовий склад населення:
| - 95,4 % — білих - 0,7 % — чорних або афроамериканців - 0,5 % — азіатів - 1,7 % — осіб інших рас |

До двох чи більше рас належало 1,6 %. Частка іспаномовних становила 3,8 % від усіх жителів.
За віковим діапазоном населення розподілялося таким чином: 18,2 % — особи молодші 18 років, 62,9 % — особи у віці 18—64 років, 18,9 % — особи у віці 65 років та старші. Медіана віку мешканця становила 46,9 року. На 100 осіб жіночої статі у селищі припадало 107,8 чоловіків;  на 100 жінок у віці від 18 років та старших — 102,7 чоловіків також старших 18 років.
Середній дохід на одне домашнє господарство  становив 73 121 долар США (медіана — 64 135), а середній дохід на одну сім'ю — 81 176 доларів (медіана — 73 938). Медіана доходів становила 47 241 долар для чоловіків та 44 208 доларів для жінок. За межею бідності перебувало 9,6 % осіб, у тому числі 17,9 % дітей у віці до 18 років та 2,8 % осіб у віці 65 років та старших.
Цивільне працевлаштоване населення становило 1360 осіб. Основні галузі зайнятості: виробництво — 21,3 %, освіта, охорона здоров'я та соціальна допомога — 17,5 %, науковці, спеціалісти, менеджери — 10,7 %, роздрібна торгівля — 10,6 %.